# Wafi-Golpu
Wafi-Golpu ist eine große Kupfer- und Goldlagerstätte in Papua-Neuguinea, etwa 50 km südwestlich der Hafenstadt Lae in der Provinz Morobe. Das Wafi-Golpu-Projekt ist ein Teil des 50:50 Morobe Mining Joint Venture zwischen dem südafrikanischen Goldproduzenten Harmony Gold und der australischen Newcrest Mining, zu dem auch die Hidden Valley-Mine gehört. Das Projekt umfasst die epithermale Goldlagerstätte Wafi und die beiden porphyrischen Kupfer-Gold-Vererzungen Golpu und Nambonga Nord.

## Geschichte
Anfang der 1980er Jahre wurde die Goldlagerstätte Wafi A bei der landesweiten Suche nach Porphyrischen Kupferlagerstätten durch die CRA Exploration Pty Ltd, heute Rio Tinto entdeckt. 1990 erkundeten Elders Resources und CRA Exploration erstmals die porphyrische Kupfer-Gold-Lagerstätte Golpu. Die beiden Gesellschaften trennten sich jedoch von dem Projekt. Zwischen 1994 und 2003 gab es verschiedene Eigentümer, darunter Abelle Limited aus Australien und die US-amerikanische Gesellschaft Aurora Gold. Die südafrikanische Harmony Gold übernahm Abelle im Jahr 2003 und erhielt damit die Kontrolle über das Projekt. 2008 kaufte sich Newcrest für 525 Millionen US-Dollar in das Projekt ein, und erhielt Mitte 2009 50 Prozent des Joint Ventures.

## Lage
Die Lagerstätte befindet sich an der Westflanke des Timini-Gebirges, vier Kilometer von den breiten Tälern des Watut und des Flusses Markham entfernt. Über die befestigte Straße Timini/ Demakwa und eine 38 km lange, unbefestigte Piste ist das Projekt erreichbar.

## Ressource
Die Lagerstätte verfügt über 870 Millionen Tonnen mineralisiertes Gestein mit Kupfer-Ressourcen von 8,9 Millionen Tonnen und Gold-Ressourcen von 19,3 Millionen Unzen. In dem Abbaugebiet könnten die, nach der Grasberg-Mine in dem zu Indonesien gehörenden Westneuguinea und dem Ojuu-Tolgoi-Projekt im Süden der Mongolei, drittgrößten Gold- und Kupferreserven der Welt liegen.

## Aufschluss
Die jährliche Produktionsmenge wird zwischen 600.000 und 800.000 Unzen Gold sowie zwischen 300.000 und 500.000 Tonnen Kupfer veranschlagt. Anfang 2012 soll eine vorläufigen Machbarkeitsstudie fertiggestellt sein, die die Kosten für den Bau einer neuen Straße, die Errichtung eines Minencamps und zugehöriger Infrastruktur sowie den Beginn der Arbeiten an einem Zugang zur Untertageexploration beinhaltet. Die Lagerstätte wird aller Voraussicht nach nicht vor 2017 in Produktion gehen.